# Tyler Durden (rapper)
David Štilip (* 1. července 1992 Most), známý jako Tyler Durden, je český rapper, který stál za vznikem skupiny Gynger Money Gang. Durdenova inovativní, uvěřitelná a temná tvorba přinesla na českou hudební scénu zcela novou vlnu rapperů. Hudební kritici ho označují za ikonu pražského undergroundu a jeden z největších talentů českého rapu, svůj životní styl se mu ovšem nepodařilo ustát.

## Hudební kariéra
Počátky jeho tvorby se datují do roku 2012, kdy začal nahrávat své skladby na SoundCloud a rovněž uploadovat freestyle rap natáčený webkamerou na svůj YouTube kanál pod jménem $ISSYBOYDURDEN. V této době založil s producentem Kaarlemem skupinu Gynger Money Gang inspirovanou skupinou Sad Boys, po jejímž rozpadu zformoval méně významné seskupení Millionaire Thugs Club, s kterým se přidal k labelu A51.
Prvně se proslavil songem Dreamin, nahraným v listopadu 2012. Další úspěchy zaznamenal v roce 2013 s videoklipy na písně Můj Gang, Klingon a Noc je Klíč. Podobně jako kanadský zpěvák a textař The Weeknd, ani Tyler Durden na začátku kariéry neposkytoval rozhovory a nenabízel o sobě mnoho informací, fanoušci se museli dopátrat k jeho tvorbě sami.
V březnu 2013 vydal píseň Křeslo pro Fausta, která měla být názvem jeho připravovaného alba, to však nakonec nebylo vydáno. V tomtéž roce Tyler Durden vystoupil ve společné show s Yzomandiasem (v té době známý jako Logic) a Gynger Money Gang na Radiu Spin, kde předvedl téměř půl hodiny dlouhý, drogami inspirovaný freestyle. V této době, když společně s dalšími členy Gynger Money Gang sdílel byt v panelovém domě v Praze 4, již intenzivně užíval pervitin. Předtím i potom však občas žil jako bezdomovec.[zdroj?]
Gynger Money Gang se v lednu 2014 rozpadá a Tyler Durden zakládá již zmíněný projekt Millionaire Thugs Club, s kterým však už nedosáhl takových úspěchů. Tato skutečnost byla zapříčiněna především tím, že na Štilipovi se čím dál zřetelněji projevovaly negativní důsledky konzumace metamfetaminu.[zdroj⁠?!] Nastoupil na léčbu, ale nadále užíval drogy a kvalita jeho tvorby klesala.[zdroj⁠?!]
V roce 2018 poskytl rozhovor pro pořad G-Talk. Během rozhovoru působil jako kdyby byl pod vlivem drog (případně poznamenán jejich užíváním) a nedokázal udržet myšlenkovou linku.[zdroj?] Tento rozhovor však vzbudil velký ohlas a přivedl k Štilipovi řadu nových posluchačů, kteří jej v relativně krátkém období aktivity Gynger Money Gang nestihli zaznamenat.
Ve stejném roce vydal pod pseudonymem Mladý Leopard společně s producentem Vizcorem skladbu Happy in 2018, ve které reflektuje období, kdy bral velké množství drog a jeho život byl o užívaní pervitinu a potloukání se pražskými ulicemi. V textu také popisuje okolnosti svého zmizení ze sociálních sítí.
V roce 2019 vystoupil jako tajný host na festivalu WRAP na pražském metronomu.
Počátkem roku 2023 se Tyler Durden začal objevovat jako host na YouTube kanálu bývalého filozofa, nyní nezaměstnaného influencera Antonína Doláka.[zdroj?]
Na jaře roku 2023 se vrátil na sociální sítě a oznámil nový hudební projekt. V květnu 2023 se dokonce uskutečnil po několika letech jeho oficiální koncert, který se podařil vyprodat. Koncert se vydařil a sklidil úspěšné ohlasy. Konal se v pražském klubu Underdogs´.
28. července[Kterého roku??] měl účinkovat na show rappera Haadese v pražském Rest.art baru, kam se nedostavil a byl nezvěstný. Toho dne také vyšel od koncertu v Underdogs´ první hudební projekt s názvem Vratky z minulejch pátků, na kterém je šest nových skladeb a jejich syrové varianty ze studia.[zdroj?]

## Charakteristika tvorby
Tyler Durden tvořil hudbu zejména ve stylu trap, přičemž velká část jeho tvorby vznikala improvizací. Mezi nejčastější témata jeho písní patří deprese a drogy. Štilipova hudba je osobitou a temnou výpovědí člověka závislého na pervitinu a sužovaného psychickými problémy, které částečně pramenily z problematického období dospívání, kde Štilip mimo jiné pobýval nějakou dobu v diagnostickém ústavu.[zdroj?]
Jeho příznivci oceňují zejména originalitu a syrovost jeho tvorby, pozoruhodnou nápaditost a autenticitu textů, jakož i zvláštní atmosféru písní, v nichž se mísí sklíčenost s určitou snivostí a náznaky spirituality. Na druhou stranu však bývá Durden kritizován za nízkou technickou kvalitu řady jeho nahrávek (mnohé písně byly nahrány pouze na počítačovou webkameru), přičemž častým tématem kritiky je také Štilipův asociální životní styl.[zdroj?]

### Styl videoklipů
V době vrcholu Durdenovy tvorby se ostatní rappeři obvykle snažili vytvářet profesionální hudební klipy, Tyler Durden s partou Gynger Money Gang ovšem natáčeli špinavá a nedokonalá videa stylizovaná do atmosféry 90. let. Tento typ videoklipů se později v mainstreamu začal používat běžně, ale v té době byly tyto prvky na české poměry zcela výjimečné.

## Diskografie

### Vybrané singly, kompilace a mixtapy
- Dreamin (prod. Decky, 2012)
- Noc je klíč (prod. Drumma Boy, 2012)
- Houston (2012)
- Nautilus (prod. Kaarlem, 2012)
- Kde je Tyler? (prod. Clams Casino, 2012)
- Vidím ty duše (prod. Kaarlem, 2012)
- Drahá Nyna (2012)
- Můj gang (prod. Kuči, 2013)
- BRIGHTFUTURE (prod. Phoenix, 2013)
- Křeslo pro Fausta (2013)
- Haades (prod. Kaarlem, 2013)
- Klingøn (prod. Phoenix, 2013)
- Sleduj jsem baller (freestyle, 2013)
- 650 korun (freestyle, 2013)
- Kalkul ulice (freestyle, 2014)
- About A Hoe (prod. Underrate, 2018)
- Enigma (2018)
- Happy in 2018 (prod. Vizcor, 2018)
- Poseidon Vltavy [Mixtape] (2013)
- ABSURDISTÁN (2013)
- Bejt Real Je Vzácný [EP] (2018)
- MEDUSA VERSACE (prod. Tryplsyx Dopelphin, 2020)
- BOYS ZE STANICE ZOO (freestyle, prod. Tryplsyx Dopelphin, 2022)
- Vratky z minulejch pátků [Mixtape](2023)
- Mazel Tov (2024) (album původně nahráno v roce 2023)

## Pseudonymy
Štilip se vyznačoval tím, že velmi často měnil své pseudonymy. Kromě zmíněného Tyler Durden používal následující umělecká jména:
- $ISSYBOYDURDEN
- Gianni Versace
- Poseidon Vltavy
- Mladý Leopard[8]
- Young P Boy
- Lord z Párnie
- Kurt Codeine
- Narko Polo
- Matro Da Vinci
- Poseidon Panamera Turbo
- Gynger
- Ginger Evil Boy
- Porky
- Versace OG
- Bučina[3]
- Mladý kočár
- Mladej motor

## Osobní život
Vyrůstal v Mostě, ale později se přestěhoval do Prahy. Štilip byl v roce 2014 hledaný policií, přičemž byl nakonec zatčen po incidentu v obchodě Norma v Praze a posléze nastoupil do léčebny. Po této události žije jako bezdomovec, přespáva ve fastfoodech a v tramvajích. V té době se též objevily spekulace, že zemřel.
V roce 2021 vyšel o Durdenovi první komplexní dokumentární snímek s názvem Dokument o Tyleru Durdenovi, který mapuje jeho rychlou cestu na vrchol slávy a následný pád.
Na přelomu let 2023 a 2024 se spáchal několik trestných činů. Bezdůvodně fyzicky napadal ženy. Byl dopaden, podmínečně odsouzen a byla mu nařízena ústavní léčba.